# Capa leucocítica

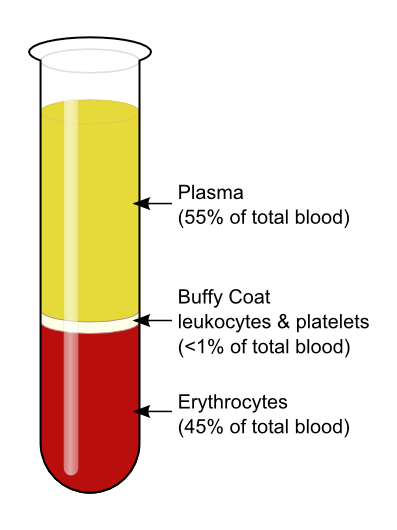
Componentes de la sangre después de la centrifugación.

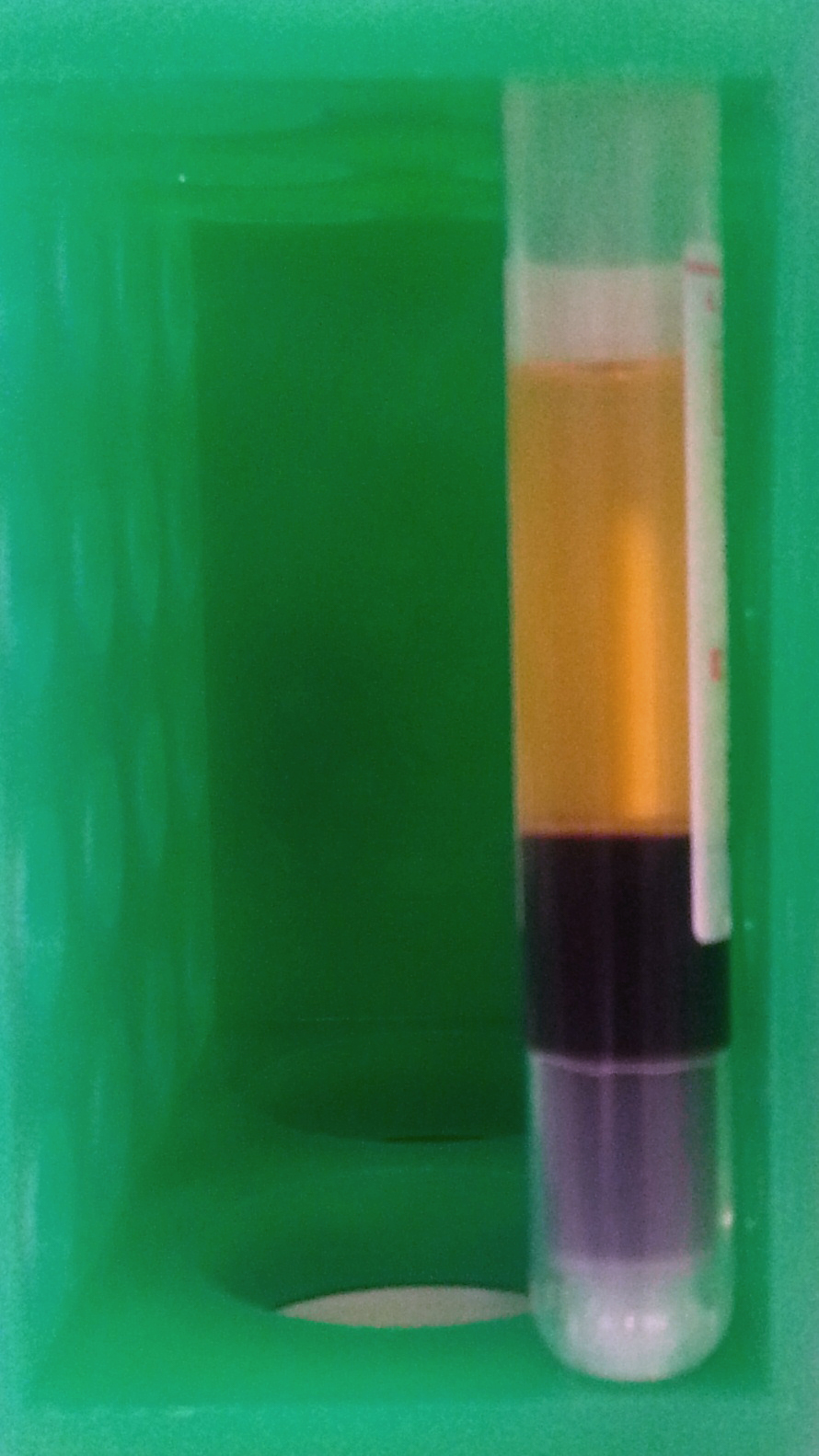
Sangre humana fraccionada por centrifugación. Pueden verse la capa plasmática (capa superior), capa leucocítica (capa media de color blanco) y eritrocitos (glóbulos rojos) (parte inferior).

La capa leucocítica es la fracción de una muestra de sangre anticoagulada que contiene la mayoría de los glóbulos blancos y las plaquetas después de la centrifugación en gradiente de densidad de la sangre.

## Descripción
Después de la centrifugación, se puede distinguir una capa de líquido transparente (el plasma), una capa de fluido rojo que contiene la mayoría de los glóbulos rojos y una capa delgada en el medio. Compuesta por menos del 1% del volumen total de la muestra de sangre, la capa leucocítica contiene la mayoría de los glóbulos blancos y las plaquetas. La capa leucocítica se utiliza, por ejemplo, para extraer ADN de la sangre de los mamíferos porque los glóbulos rojos de los mamíferos son anucleados y no contienen ADN.
La capa leucocítica suele ser de color blanquecino, pero a veces es verde si la muestra de sangre contiene grandes cantidades de neutrófilos, que son ricos en mieloperoxidasa de color verde. La capa debajo de la capa leucocítica contiene granulocitos y glóbulos rojos

## Usos diagnósticos de la capa leucocitaria
- La capa leucocítica cuantitativa (QBC) es una prueba de laboratorio para detectar infecciones con malaria u otros parásitos sanguíneos. Se toma la sangre en un tubo capilar de QBC que se recubre con naranja de acridina (un colorante fluorescente) y se centrifuga; los parásitos fluorescentes se pueden observar bajo luz ultravioleta en la muestra entre los glóbulos rojos y la capa leucocítica. Este examen es más sensible que el frotis de sangre convencional y en más del 90% de los casos, también se puede identificar la especie del parásito.
- En casos de conteo de glóbulos blancos extremadamente bajo, puede ser difícil dar un recuento diferencial de los distintos tipos de glóbulos blancos, y puede ser virtualmente imposible obtener un diferencial automático. En tales casos, el tecnólogo médico puede obtener una capa leucocitaria, a partir de la cual se realiza un frotis de sangre. Este frotis contiene una cantidad mucho mayor de glóbulos blancos que la sangre completa.